# Brachythele incerta
Espèce
Brachythele incerta est une espèce d'araignées mygalomorphes de la famille des Nemesiidae.

## Distribution
Cette espèce est endémique de Chypre.

## Description
La femelle juvénile holotype mesure 12 mm.

## Systématique et taxinomie
Cette espèce a été décrite par Ausserer en 1871.

## Publication originale
- Ausserer, 1871 : « Beiträge zur Kenntniss der Arachniden-Familie der Territelariae Thorell (Mygalidae Autor). » Verhandlungen der Kaiserlich-Königlichen Zoologisch-Botanischen Gesellschaft in Wien, vol. 21, p. 117-224 (texte intégral).